# Tekeli
Tekeli (kasachisch Текелі) ist eine Stadt im Südosten Kasachstans.

## Geografische Lage
Die Stadt ist etwa 285 km von der weiter südlich gelegenen ehemaligen Hauptstadt Almaty entfernt und ist von vielen Bergen umgeben. Sie liegt am Ende einer Abzweigung von der Turksib am Fluss Qaratal unweit des Dsungarischen Alatau im Gebiet Schetissu und ist rund 100 km von der chinesischen Grenze entfernt.

## Geschichte
Der Name von der Stadt Tekeli stammt vom kasachischen Wort „TEKE“ und bedeutet „Bergziege“. Deswegen ist auch das Wappen der Stadt mit einer Bergziege versehen. Die Stadt wurde im Jahre 1937 gegründet, als sowjetische Geologen eine große polymetallische Lagerstätte entdeckten. Seit 1952 besitzt Tekeli die Stadtrechte. Sie ist eine direkt der Gebietsregierung unterstellte Stadt.

## Wirtschaft und Verkehr
In Tekeli wird Blei gewonnen.
In Tekeli endet eine Zweigstrecke der Turkestan-Sibirische Eisenbahn, die die Hauptstrecke in Köksu verlässt.

## Bildung
Ein Campus der University of Central Asia befindet sich in der Stadt.

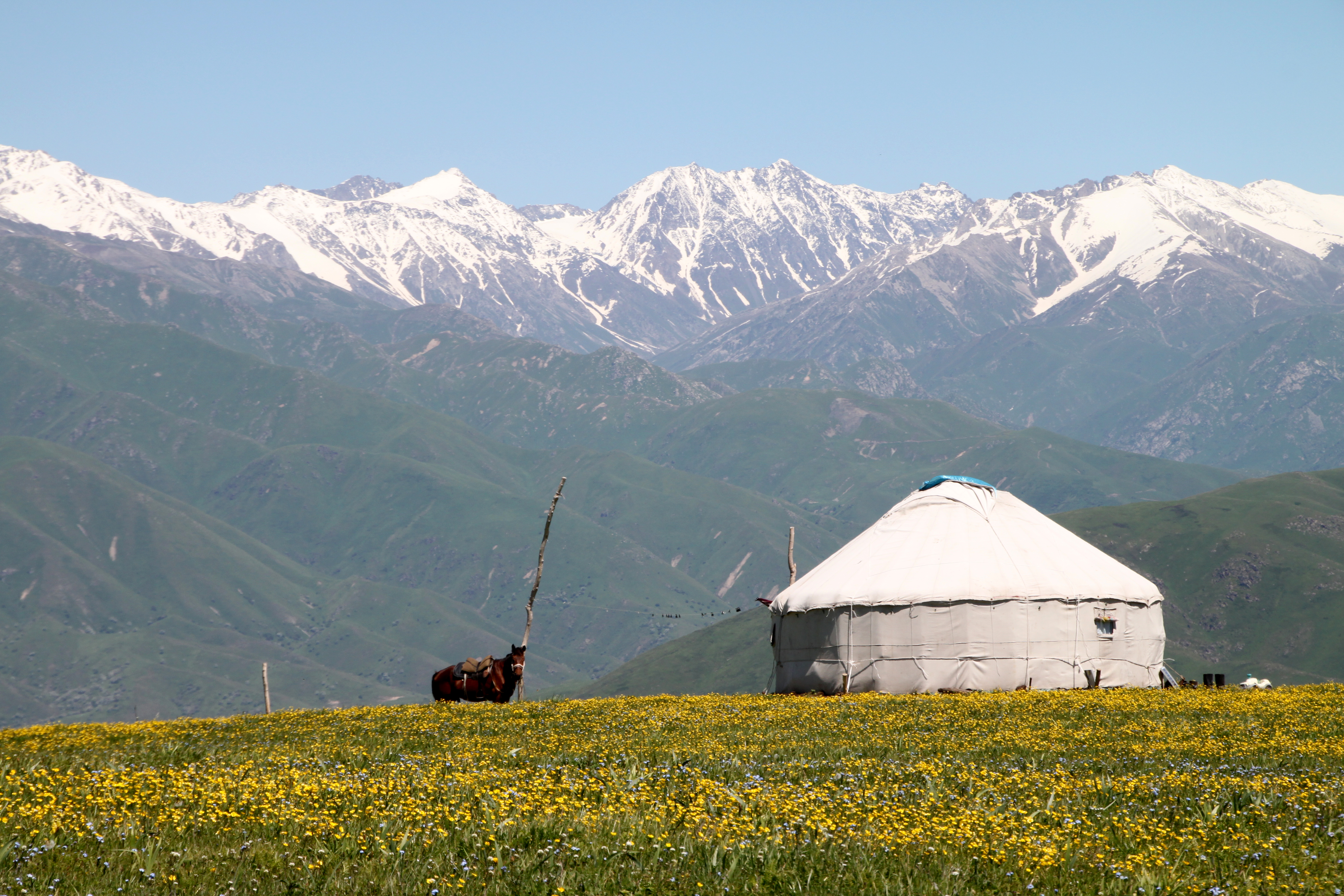
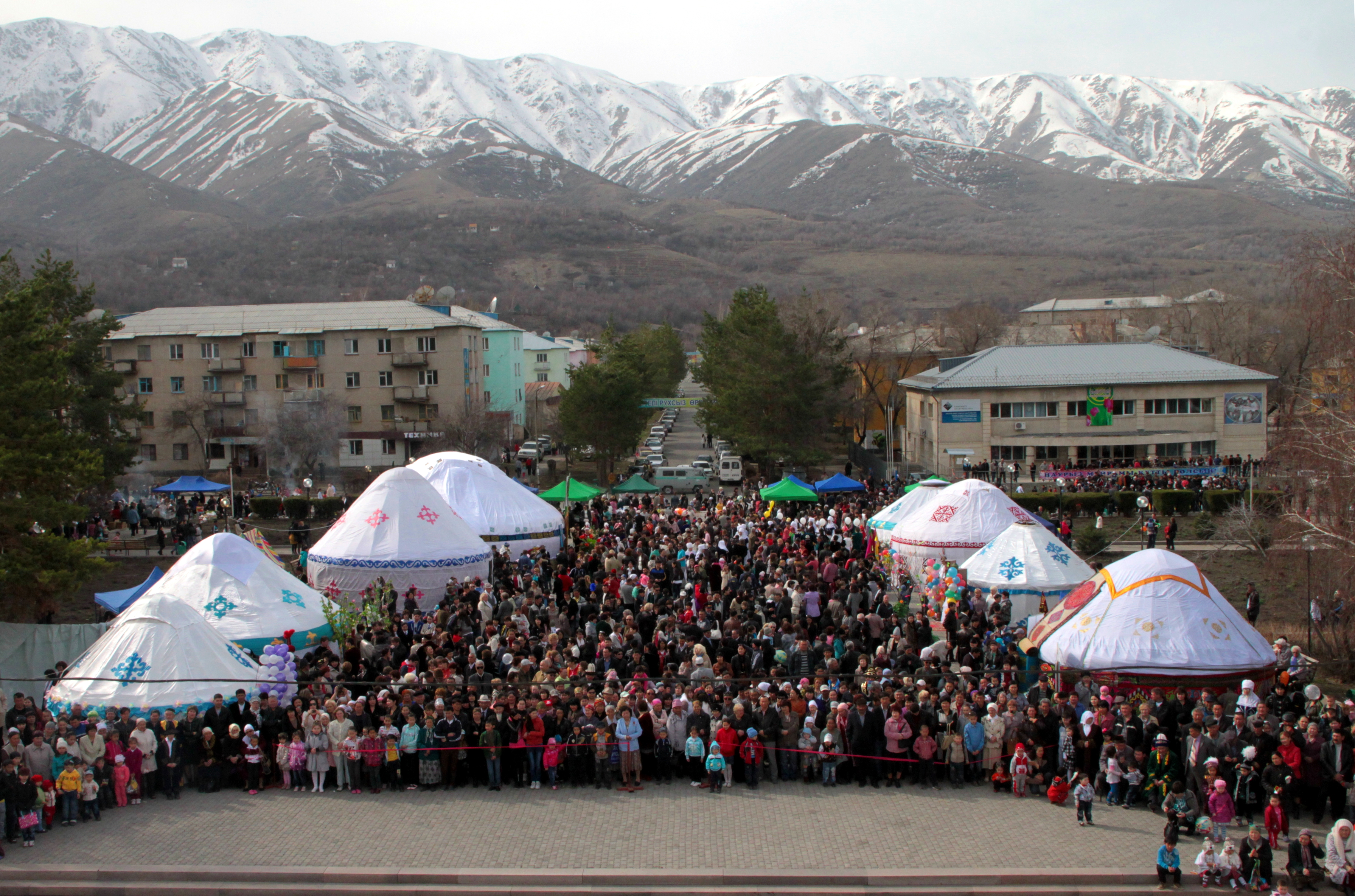
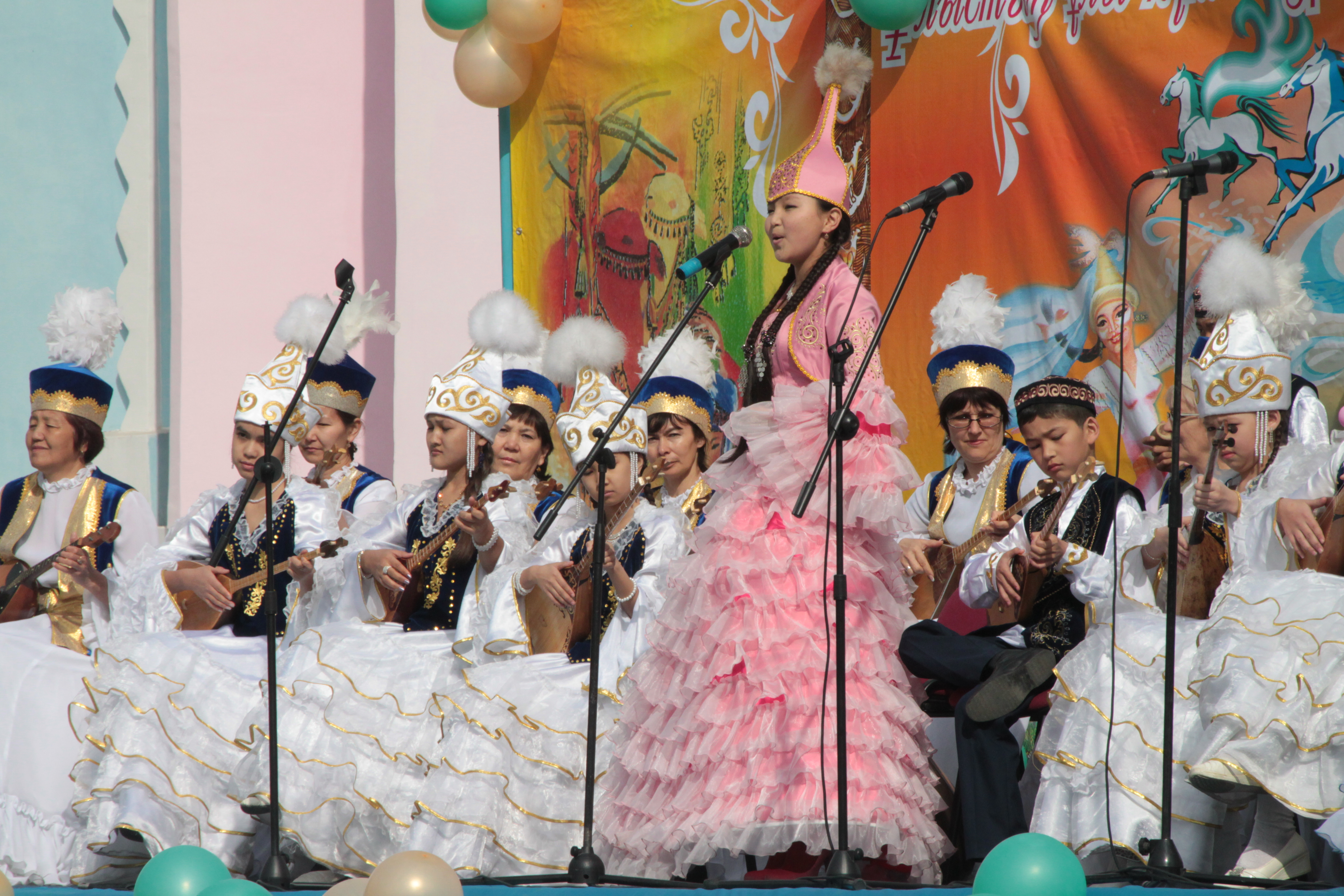
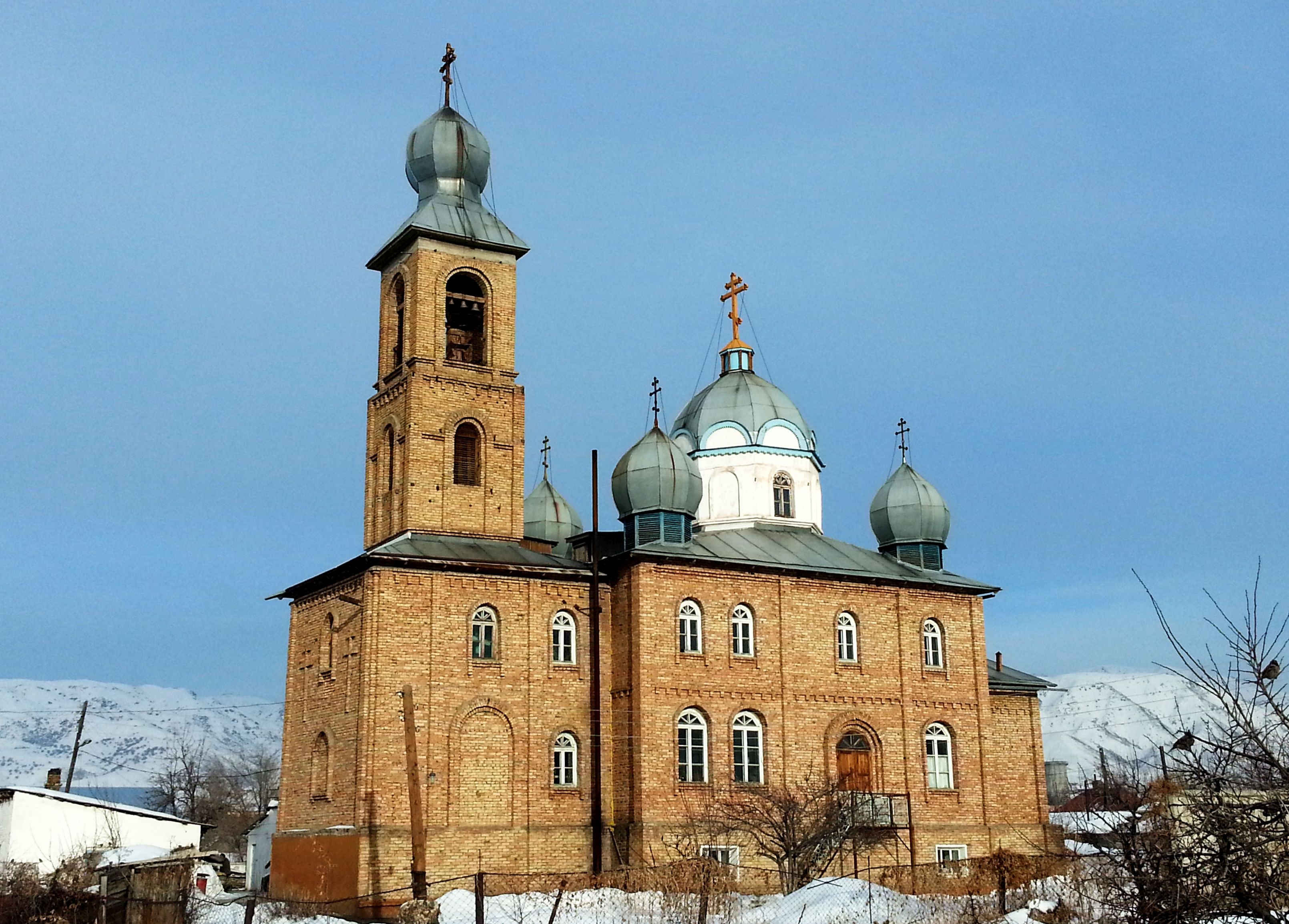